# Винеровская теория нелинейных систем
Винеровская теория нелинейных систем — подход к решению задач анализа и синтеза нелинейных систем с постоянными параметрами, при котором в качестве математической модели нелинейной системы рассматривается функционал, который ставит в соответствие каждой функции (входному сигналу системы за рассматриваемое время) число (мгновенный выходной сигнал системы).

## Пояснения
Н. Винер впервые применил описание нелинейных систем при помощи явного описания зависимости между входом и выходом при помощи теории рядов Вольтерры. Этот подход сводит задачу описания системы с заданным классом входных сигналов к задаче построения функционала, заданного на некотором классе функций. В основе винеровского метода лежит описание аналитических функционалов с помощью ряда Вольтерры: 
{\displaystyle y(t)=h_{0}+\int \limits _{\eta }h_{1}(\tau )x(t-\tau )\,d\tau +\int \limits _{\eta }\int \limits _{\eta }h_{2}(\tau _{1},\tau _{2})x(t-\tau _{1})x(t-\tau _{2})\,d\tau _{1}d\tau _{2}+...},
где — {\displaystyle \eta } область интегрирования, то есть область, на которой определена функция x(t). Фреше доказал, что любой непрерывный функционал {\displaystyle y[x(t)]}, определенный на множестве функций {\displaystyle x(t)}, областью определения которых является интервал {\displaystyle [a,b]}, может быть представлен интегралами Вольтерры. Бриллиант доказал эту теорему для бесконечного интервала. 
Суть винеровского описания состоит в том, что вместо явного выражения для абстрактной системы отыскивается метод её аппроксимации, который начинается с простых элементов, а затем при постепенном усложнении он даёт возможность аппроксимировать систему с желаемой точностью. Для описания системы по существу необходимо знание ряда ядер вида {\displaystyle h_{n}(\tau _{1},...\tau _{n})} для {\displaystyle n=1,2,...}.

## Решение задачи
Н. Винер использует в качестве входного сигнала изучаемой нелинейной системы винеровский процесс. В этом случае функциональный ряд можно представить в виде суммы ортогональных функционалов различных степеней. Построение этого ряда производится следующим образом: функционал нулевой степени есть константа, абсолютная величина квадрата этой константы равна 1, таким образом нормированная константа равна 1 или −1. Рассмотрим теперь функционал 1-й степени вида:
{\displaystyle \int \limits _{-\infty }^{\infty }h_{1}(\tau )x(t-\tau )\,d\tau +h_{0}}.
Он должен быть ортогонален всем функционалам 0-й степени. Умножение функционала 1-й степени на функционал 0-й степени осуществляется по формуле:
{\displaystyle \int \limits _{-\infty }^{\infty }{\Bigl [}\int \limits _{-\infty }^{\infty }h_{1}(\tau )x(t-\tau )\,d\tau +h_{0}{\Bigr ]}Kd\tau =0}.
Здесь первый член равен нулю. Все выражение равно нулю, только если {\displaystyle h_{0}=0}